# Nicolas-Joseph-Marie Parent-Réal
Nicolas-Joseph-Marie-Honoré Parent-Réal (30 avril 1768, Ardres - 28 avril 1834, Paris), est un avocat et homme politique français.

## Biographie
Fils de Jean-Baptiste Parent de Grosmont, notaire à Ardres, et beau-frère de Jean-Marie Harlé d'Ophove, il entre en 1780 au collège Saint-Bertin à Saint-Omer, et y fit de bonnes études classiques qu'il termina à Boulogne-sur-Mer chez les Oratoriens, et à Paris au collège Sainte-Barbe. Licencié en droit le 5 janvier 1790, il obtint le titre d'avocat au parlement de Paris le 5 février suivant.
La même année, la garde nationale d'Ardres le députa à la confédération générale des départements du Pas-de-Calais, de la Somme et du Nord, qui allait se réunir à Lille.
Il exerçait la profession d'avocat au tribunal du district récemment établi à Saint-Omer, lorsque les administrateurs du district de Calais lui confièrent la charge de secrétaire en chef de leurs bureaux.
Après son mariage avec Mlle Réal, Parent quitta cette fonction et revint à Ardres, où il fut nommé juge de paix en 1794. Commissaire auprès de l'administration municipale du canton d'Ardres en 1795, puis auprès de celle de Saint-Omer, il ne négligea pas, en même temps, sa profession d'avocat. Successivement commissaire du pouvoir exécutif près de l'administration départementale du Pas-de-Calais établie à Arras en septembre 1797, puis membre et président de cette administration, il montra dans ces divers postes beaucoup d'activité et prononça de nombreux discours d'une élégance emphatique suivant la rhétorique de l'époque.
Le 15 avril 1799, il est élu député du Pas-de-Calais au Conseil des Cinq-Cents.
Le coup d'État du 18 brumaire an VIII, dont il se déclara le partisan, le fit, le 4 nivôse suivant, membre du Tribunat. Mais les velléités d'opposition constitutionnelle manifestées par Parent-Réal à l'égard du gouvernement du premier Consul déplurent à Bonaparte, qui le comprit, en 1802, dans la première élimination de 25 membres de ce corps politique.
Pourvu, en 1803, d'une charge d'avoué à la Cour de cassation, Parent-Réal prit, en 1806, le titre d'avocat à cette même cour et au Conseil d'État.
En 1819, avocat aux conseils du roi, il entre au barreau de la cour royale de Paris, et eut à plaider plusieurs causes importantes. Lié avec Chénier, Lanjuinais, Lacretelle aîné, il est chargé en 1823 d'enseigner les belles-lettres à l'Athénée de Paris, dont il était un des fondateurs.
Après un nouveau séjour à Ardres vers la fin de la Restauration, il termine sa carrière d'avocat à Paris, où il mourut subitement le 28 avril 1834.

## Publications
- Du régime municipal et de l'administration de département (1818)
- Du Pouvoir municipal et de la police intérieure des communes (1833)
- Motion d'ordre tendante à faire consacrer, par la fête du premier vendémiaire, l'accord parfait qui existe dans l'histoire de la Révolution française, entre l'époque de la fondation de la République et celle de l'acceptation de la Constitution

## Sources
- « Nicolas-Joseph-Marie Parent-Réal », dans Adolphe Robert et Gaston Cougny, Dictionnaire des parlementaires français, Edgar Bourloton, 1889-1891 [détail de l’édition]